# 臺南市安南區土城國民小學
臺南市安南區土城國民小學，為一所位於中華民國臺南市安南區城北路的市立國民小學。一到六年級設有14班，學生270人。與鄰近的正統鹿耳門聖母廟關係密切。

## 歷史
1922年（大正11年）4月，奉准設立「七十二分公學校土城子分教場」，最初使用民房作為臨時校舍上課，同年6月，建校舍於現今的城中里（土城路195號）。1934年4月獨立設校，定名為「土城公學校」。1940年9月重建新校舍於城東里32號（今校址）。
二戰後，1945年8月國民政府接收臺灣，以陳春發先生為首任校長，翌年1月改稱為「臺南市安南區土城國民學校」。1968年，因實施九年國民義務教育，故改名為「臺南市安南區土城國民小學」。

## 歷任校長
| 任次 | 姓名   | 任期                   |
| ---- | ------ | ---------------------- |
| 1    | 陳春發 | 1945年8月－1946年1月   |
| 2    | 廖承堯 | 1946年2月－1947年7月   |
| 3    | 郭文生 | 1947年8月－1949年8月   |
| 4    | 黃朝家 | 1949年9月－1950年7月   |
| 5    | 蘇連益 | 1950年8月－1951年8月   |
| 6    | 鄭和信 | 1951年9月－1953年1月   |
| 7    | 蔡財根 | 1953年2月－1956年8月   |
| 8    | 陳中和 | 1956年9月－1957年1月   |
| 9    | 黃紹裘 | 1957年2月－1960年9月   |
| 10   | 鄭和信 | 1960年10月－1961年8月  |
| 11   | 劉國鈞 | 1961年9月－1962年7月   |
| 12   | 陳永派 | 1962年8月－1974年11月  |
| 13   | 林恒懋 | 1974年12月－1980年12月 |
| 14   | 陳玉郎 | 1981年1月－1986年7月   |
| 15   | 高冠次 | 1986年8月－1991年10月  |
| 16   | 毛永清 | 1991年11月－1995年2月  |
| 17   | 張武吉 | 1995年3月－1997年7月   |
| 18   | 陳群雄 | 1997年8月－1999年1月   |
| 19   | 曹源淙 | 1999年2月－1999年7月   |
| 20   | 王澤瑜 | 1999年8月－2003年7月   |
| 21   | 吳瑞中 | 2003年8月－2006年7月   |
| 22   | 黃俊傑 | 2006年8月－2010年7月   |
| 23   | 施玉鵬 | 2010年8月－2015年7月   |
| 24   | 張世昌 | 2015年8月至今          |

## 外部連結
- 臺南市安南區土城國民小學 （页面存档备份，存于）
- 臺南市安南區土城國民小學（舊版）